# Tettigonia ussuriana
Tettigonia ussuriana är en insektsart som beskrevs av Boris Petrovich Uvarov 1939. Tettigonia ussuriana ingår i släktet Tettigonia och familjen vårtbitare. Inga underarter finns listade i Catalogue of Life.